# Вільянуева-де-лос-Кабальєрос
Вільянуева-де-лос-Кабальєрос (ісп. Villanueva de los Caballeros) — муніципалітет в Іспанії, у складі автономної спільноти Кастилія-і-Леон, у провінції Вальядолід. Населення — 235 осіб (2010).
Муніципалітет розташований на відстані близько 200 км на північний захід від Мадрида, 43 км на захід від Вальядоліда.

## Демографія
Динаміка населення (INE ):